# Дарий Понтийский
Да́рий Понтийский — правитель Понтийского царства в 39-37 годах до н. э.
Дарий был сыном понтийского царя Фарнака II и сарматки. У него была сестра Динамия и брат Аршак. Его дедом был знаменитый понтийский царь Митридат VI Евпатор.
По словам Страбона, Дарий и Аршак участвовали в подавлении мятежа некоего Аршака, где его осаждали боспорский царь Полемон I и Ликомед Команский. После взятия крепости мятежник был пленён и казнён. Дарий был назначен понтийским царём римским триумвиром Марком Антонием в 39 году до н. э. Его царствование было непродолжительным. Дарий скончался в 37 году до н. э. Его брат Аршак, ставший его преемником, правил до конца года и тоже умер. Тогда Марк Антоний назначил Полемона I царём Понта.